# Cổ Đạm
Cổ Đạm là một xã thuộc huyện Nghi Xuân, tỉnh Hà Tĩnh, Việt Nam.

## Địa lý
Xã Cổ Đạm có vị trí địa lý:
- Phía đông giáp Biển Đông
- Phía tây giáp thị xã Hồng Lĩnh
- Phía nam giáp xã Thiên Lộc và xã Xuân Liên
- Phía bắc giáp xã Xuân Thành.

Xã Cổ Đạm có diện tích 28,72 km², dân số năm 2005 là 8.874 người, mật độ dân số đạt 302 người/km².

## Hành chính
Xã Cổ Đạm được chia thành 12 thôn: An Lạc, Bắc Tây Nam, Hải Đông, Kẻ Lạt, Kỳ Đông, Kỳ Tây, Phú Hòa, Phú Thuận Hợp, Phú Vinh, Vân Thanh, Vân Thanh Bắc, Xuân Sơn.

## Lịch sử
Ngày 13 tháng 12 năm 2018, HĐND tỉnh Hà Tĩnh ban hành Nghị quyết số 126/NQ-HĐND về việc:
- Đổi tên Thôn 1 thành thôn Xuân Sơn.
- Đổi tên Thôn 2 thành thôn Kẻ Lạt.
- Đổi tên Thôn 3 thành thôn Kỳ Tây.
- Đổi tên Thôn 4 thành thôn Phú Vinh.
- Đổi tên Thôn 5 thành thôn Phú Hòa.
- Đổi tên Thôn 6 thành thôn Phú Thuận Hợp.
- Đổi tên Thôn 7 thành thôn Kỳ Đông.
- Đổi tên Thôn 8 thành thôn Vân Thanh.
- Đổi tên Thôn 9 thành thôn Vân Thanh Bắc.
- Đổi tên Thôn 10 thành thôn An Lạc.
- Đổi tên Thôn 11 thành thôn Bắc Tây Nam.
- Đổi tên Thôn 12 thành thôn Hải Đông.

## Văn hóa
Cổ Đạm là vùng nổi tiếng về truyền thống lịch sử và văn hoá với "nôi" Ca trù Cổ Đạm, nghề làm gốm cổ truyền (Nồi đất Cổ đạm thôn 3) và nhiều di tích lịch sử - văn hoá như:
- Đình Hoa Vân Hải
- Đền Phan Tôn Chu
- Đền Nguyễn Xí
- Đền Cửa Bà (Thôn 4)
- Chùa Bến (Thôn 3)
- Đền Tống (Thôn 3)
- Cửa Điện – Đền Đông Giáp (Thôn 11)
- Đền Thượng (Thôn 11)
- Đền Chỏ Ma (Thôn 1)
- Đền thờ Trần Hưng Đạo "Đức Thánh Trần" (Thôn 11).[4]

Xã Cổ Đạm có 13 di tích được xếp hạng (1 di tích Quốc gia là Đình Hoa Vân Hải và 12 di tích cấp tỉnh).

## Danh nhân
- Phan Viết Chiểu
- Phan Viết Biểu
- Trần Sĩ Cơ
- Trần Hoành
- Phan Năm Tuyết
- Trần Đình Vượng
- Trần Vũ
- Nghệ nhân cụ Phan Thị Mơn và cụ Phan Thị Nga, Trần Thị Gia,... ca trù Cổ Đạm.

## Hình ảnh

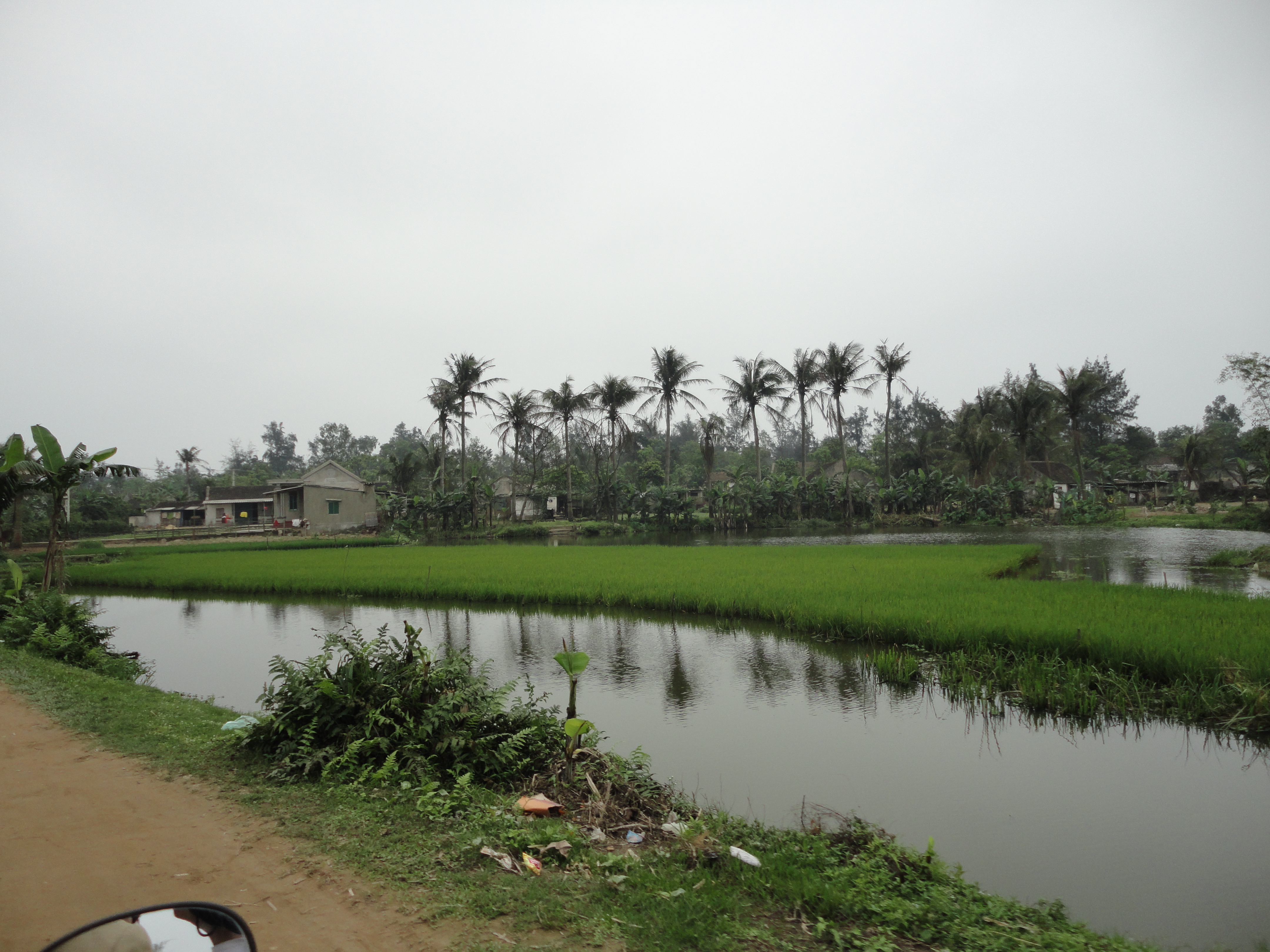
Ao làng Vân Hải xã Cổ Đạm
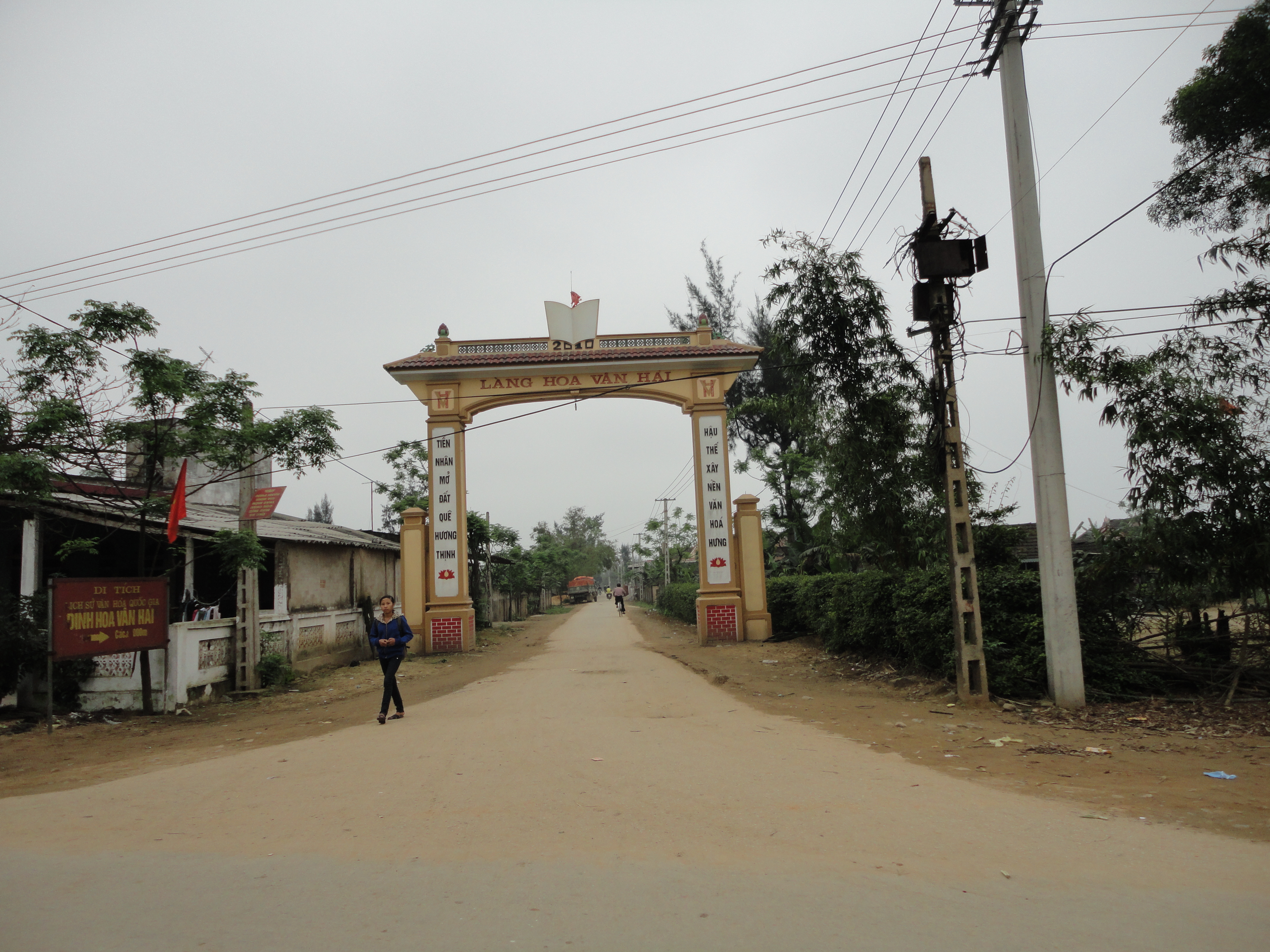
Vẩn Hải Cổ Đạm
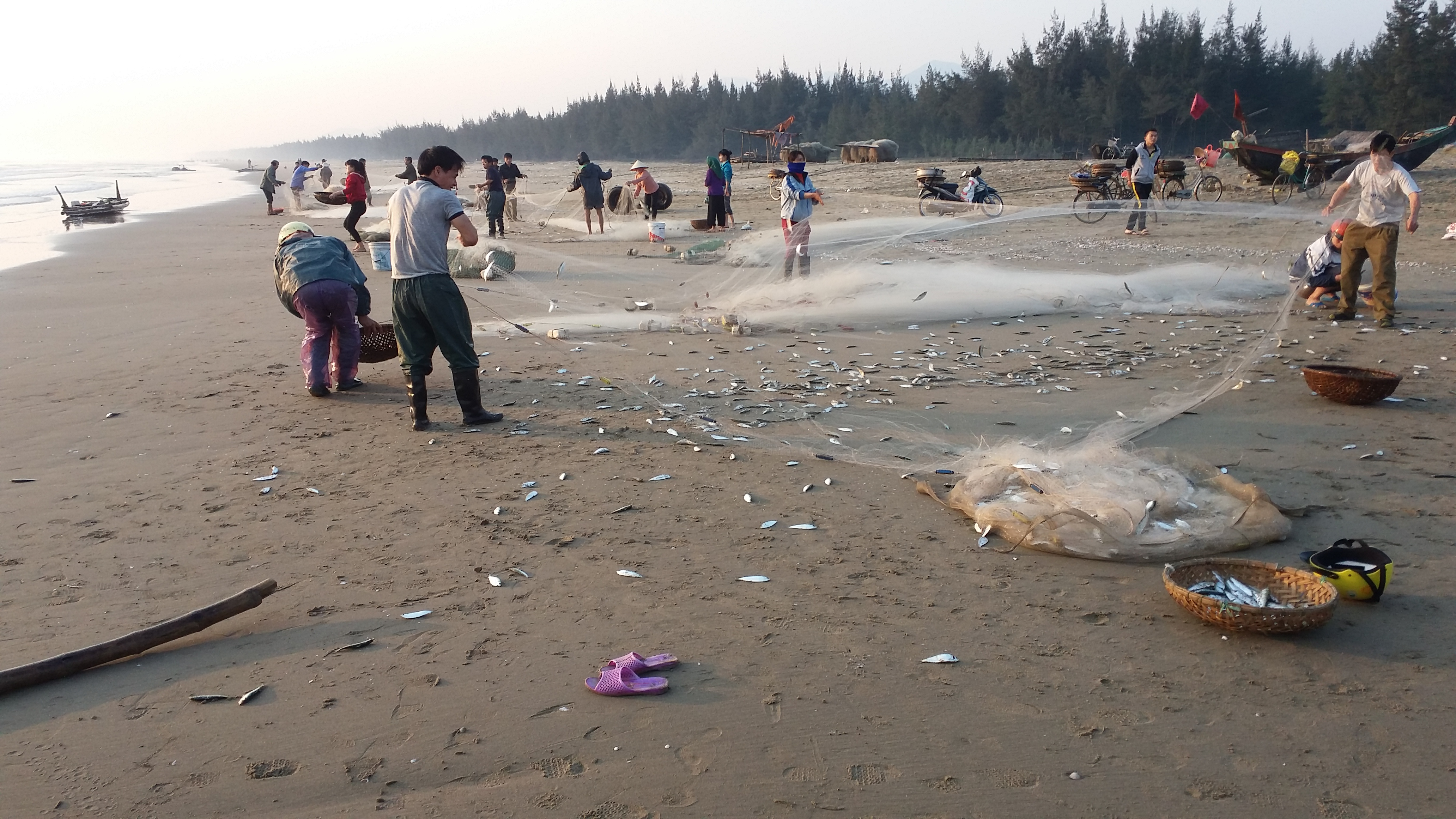
Hình ảnh Ngư dân đánh bắt cá
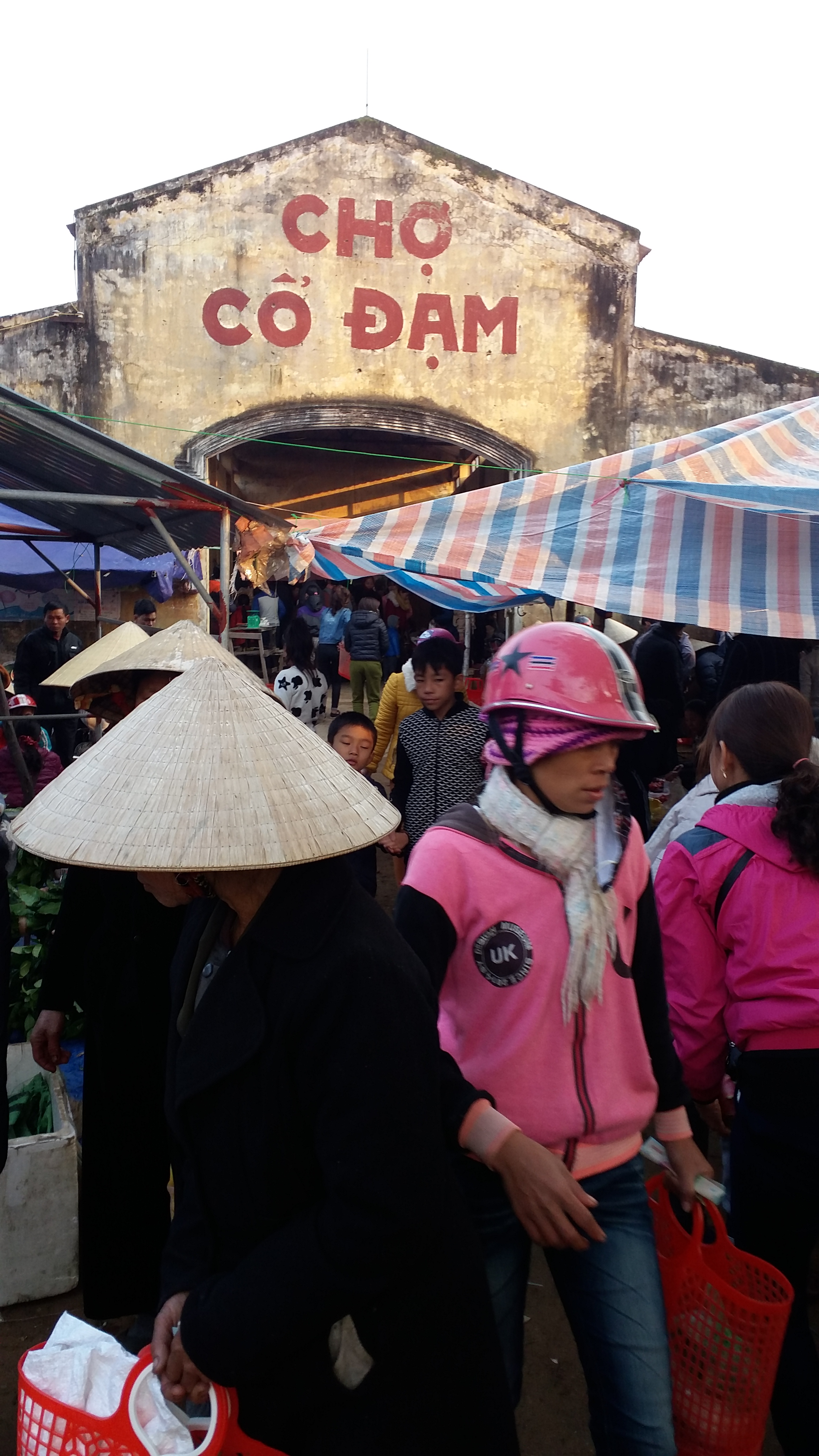
Chợ Cổ Đạm ngày Tết